# Parc national du Chicamocha

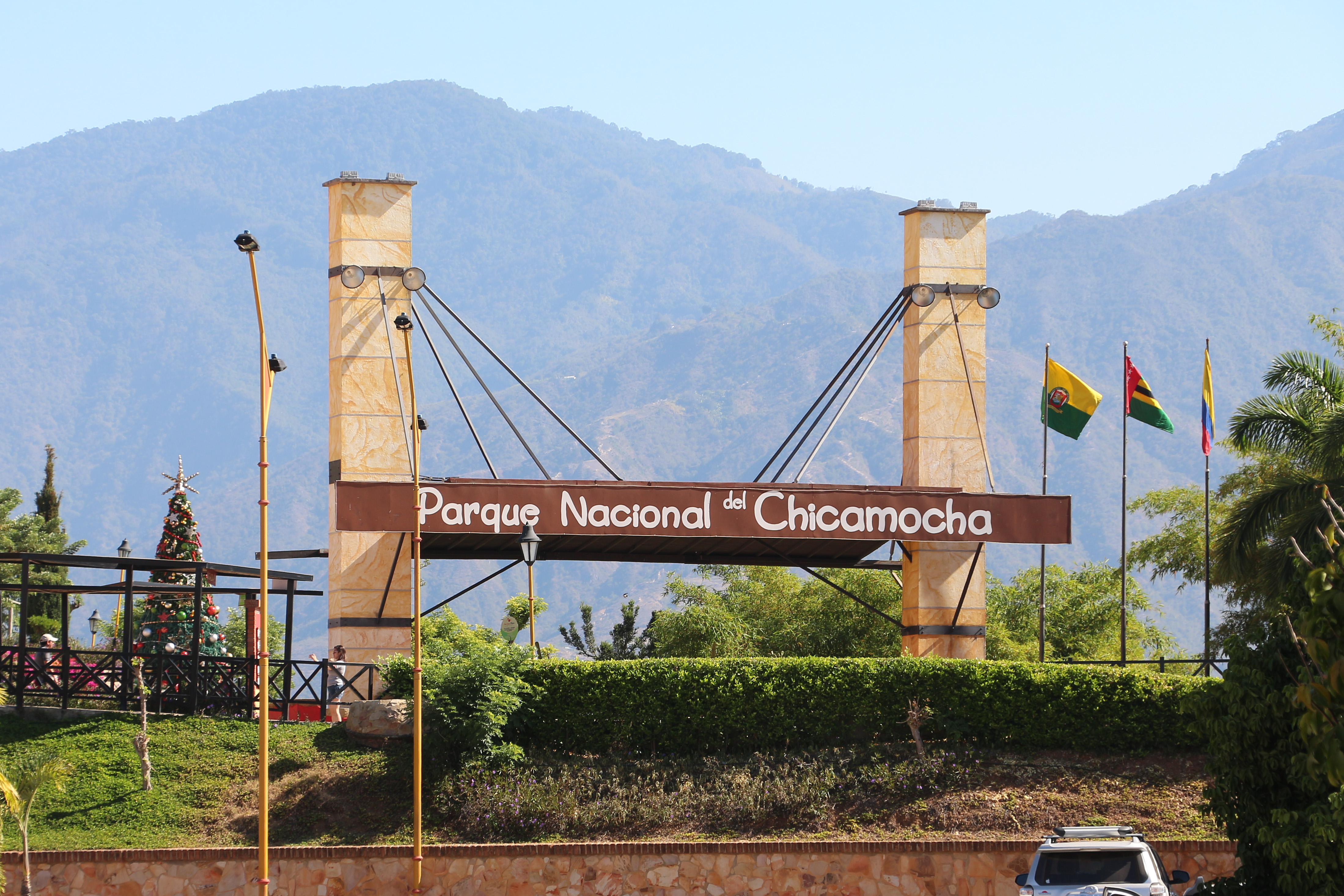
Parc national du Chicamocha

Le parc national du Chicamocha (aussi connu sous le nom de Panachi) ; de création récente, est un des rares parcs naturels de Colombie dédiés à l'écotourisme et un des sites touristiques les plus visités du pays. Il a été ouvert au public le samedi 2 décembre 2006.
Le parc est situé sur la route Bucaramanga - San Gil, à 54 km de la capitale du département de Santander et à 39 km de San Gil sur la commune de Aratoca. Il a été construit sur les hauteurs du canyon du Chicamocha. Sa surface est de 264 hectares. Le parc est traversé par un téléphérique de 6,3 km parmi les plus longs du monde qui permet aux touristes de traverser le canyon.